# Tridesetodnevnica za Hrvatsku i hrvatski narod
Tridesetodnevnica za Hrvatsku i hrvatski narod je hrvatska katolička molitvena inicijativa koju je 2015. godine pokrenuo hrvatski pokret Obnove u Duhu Svetom. Tridesetodnevnica počinje mjesec dana prije Dana domovinske zahvalnosti.
Duhovnik Obnove u Duhu Svetome u Hrvatskoj je otac monfortanac Zdravko Barić, koji je ujedno vojni kapelan hrvatskih oružanih snaga.
Tridesetodnevnica uključuje sudjelovanje na 30 svetih misa na tu nakanu. Oni koji ne ne mogu svakodnevno pohoditi euharistiju mogu prikazati drugu molitvu ili žrtvu kroz 30 dana. Sudionik može moliti krunicu ili neku drugu pobožnost ili izmoliti jedan Slava Ocu, Očenaš, prikazati post ili neko drugo odricanje na tu nakanu. Sve su molitve iznimno važne, i one najmanje. Inicijativu je prepoznala i institucija Crkve kao hvale vrijednu inicijativu i prezentirana je na jednom od sastanaka pri uredu za laike HBK. Molitvu tridesetodnevnice poželjno je moliti prije svake svete mise ili neke druge pobožnosti i posta.
Želja inicijatora je da se Hrvati svi zajedno, kao narod združe u molitvi i prinesi sve sv. mise, molitve, post, hodočašća, zavjete na zajedničku nakanu za hrvatski narod u Hrvatskoj i u cijelom svijetu i za našu domovinu Hrvatsku.
2015. godine, na 20. obljetnicu oslobodilačke operacije Oluje, tridesetodnevnicu su organizirale Obnova u Duhu Svetom Zagrebačke nadbiskupije i molitvena zajednica „Prijatelj Isus“. Inicijatori su u pozivu posvijestili da će se sve naše sv. mise i prinosi i molitve stopiti u jedan vapaj Bogu za naš narod i našu domovinu Hrvatsku, a po njima će Bog „učiniti puno više nego što mi uopće možemo moliti ili zamisliti“ (Ef 3,20). Molitveno vrijeme bilo je od 6. srpnja do 4. kolovoza. U isto vrijeme u zagrebačkoj župi Marije Pomoćnice na Knežiji, svaki dana na večernjoj sv. misi u 18.30., svećenik je prikazivao gregorijanske sv. mise za kralja Dmitra Zvonimira, zadnjeg hrvatskog kralja koji je ujedinio hrvatski narod, a 5. kolovoza 2015. bila je sv. misa zahvalnica.
2016. godina bila je Godina Milosrđa i Oprosta. Tim povodom su inicijatoru kroz ovu tridesetodnevnicu za tu godinu htjeli da se i na poseban način moli za sve pokojne branitelje i duše u čistilištu hrvatskog roda. Inicijatori su potaknuli sve zainteresirane da svi koji imaju mogućnost i sudjeluju na misama u katedrali ili na drugim mjestima gdje se može izmoliti potpuni oprost za pokojne, da ga namijene za jednu dušu u čistilištu iz hrvatskog roda, znanu ili neznanu ili za onu, koje se nema nitko spomenuti. Tako su nebeska i zemaljska Crkva još više sjedinjene u molitvi.
2017. godine molilo se za sve nakane po zagovoru sv. Josipa, povodom 330. obljetnice kako je Hrvatski sabor proglasio sv. Josipa za nebeskog zaštitnika hrvatskog naroda.

## Vanjske poveznice
- Obnova u Duhu Svetome  Arhivirana inačica izvorne stranice od 9. srpnja 2017. (Wayback Machine)
- Obnova u Duhu Svetom Zagrebačke nadbiskupije Fotografije
- Laudato.hr Tridesetodnevnica za naš hrvatski narod i Domovinu